# Balachaur
Balachaur é uma cidade e uma nagar panchayat no distrito de Nawanshahr, no estado indiano de Punjab.

## Demografia
Segundo o censo de 2001, Balachaur tinha uma população de 18,106 habitantes. Os indivíduos do sexo masculino constituem 53% da população e os do sexo feminino 47%. Balachaur tem uma taxa de literacia de 68%, superior à média nacional de 59.5%; com 56% para o sexo masculino e 44% para o sexo feminino. 12% da população está abaixo dos 6 anos de idade.